# Fritz Hensel
Fritz Karl Wilhelm Hensel (* 27. Juni 1893 in Stettin; † 3. Februar 1950 in Frankfurt am Main) war ein deutscher Manager.
Hensel wurde 1937 zum ordentlichen Vorstandsmitglied der Leipziger Feuer-Versicherungs-Anstalt ernannt. Nach dem Ausscheiden von Johannes Tiedke war er von 1939 bis 1945 Generaldirektor der Leipziger Lebens- und Feuerversicherung.

## Veröffentlichungen (Auswahl)
- Tarifgestaltung in der Unfall- und Haftpflicht-Versicherung. Leipzig, Berlin. Neumanns Zeitschrift f. Versicherungswesen, 1936.

## Belege
1. ↑  Standesamt Frankfurt am Main I: Sterberegister. Nr. 97/1950.

| Personendaten    | Personendaten                                   |
| ---------------- | ----------------------------------------------- |
| NAME             | Hensel, Fritz                                   |
| ALTERNATIVNAMEN  | Hensel, Fritz Karl Wilhelm (vollständiger Name) |
| KURZBESCHREIBUNG | deutscher Manager                               |
| GEBURTSDATUM     | 27. Juni 1893                                   |
| GEBURTSORT       | Stettin                                         |
| STERBEDATUM      | 3. Februar 1950                                 |
| STERBEORT        | Frankfurt am Main                               |